# Вормси
Вормси (ест. Vormsi; швед. Ormsö) четврто је по величини естонско острво смештено у западном делу земље, у акваторији Балтичког мора. Припада архипелагу Западноестонских острва, а смештено је између острва Хијуме на западу и континенталног дела земље на истоку. Административно припада округу Ланема у оквиру ког чини истоимену општину Вормси.
Површина острва је око 93 км², а максимална надморска висина до 13 метара.
Све до почетка 20. века основу острвске популације чинили су потомци шведских досељеника који су се на острву населили још у 13. веку. Тако је на острву уочи Другог светског рата живело око 3.000 становника, углавном шведског порекла. Током рата највећи део становништва напустио је острво, а према подацима са пописа становништва из 2011. на Вормсију је живео свега 241 становник. Међутим број становника острва је знатно већи пошто се на острву налазе бројне викендице, углавном имућнијих грађана. Самим тим острво Вормси после Талина има највиши животни стандард у земљи.
Према легенди, први човек који је крочио на обале острва, викинг са Исланда по имену Ормс основао је колонију на острву, те је по њему цело острво касније и добило име Ormsö или Ормсова земља.
Најважније насеље на острву је село Хуло које се налази у централном делу острва.